# Ken Yeang

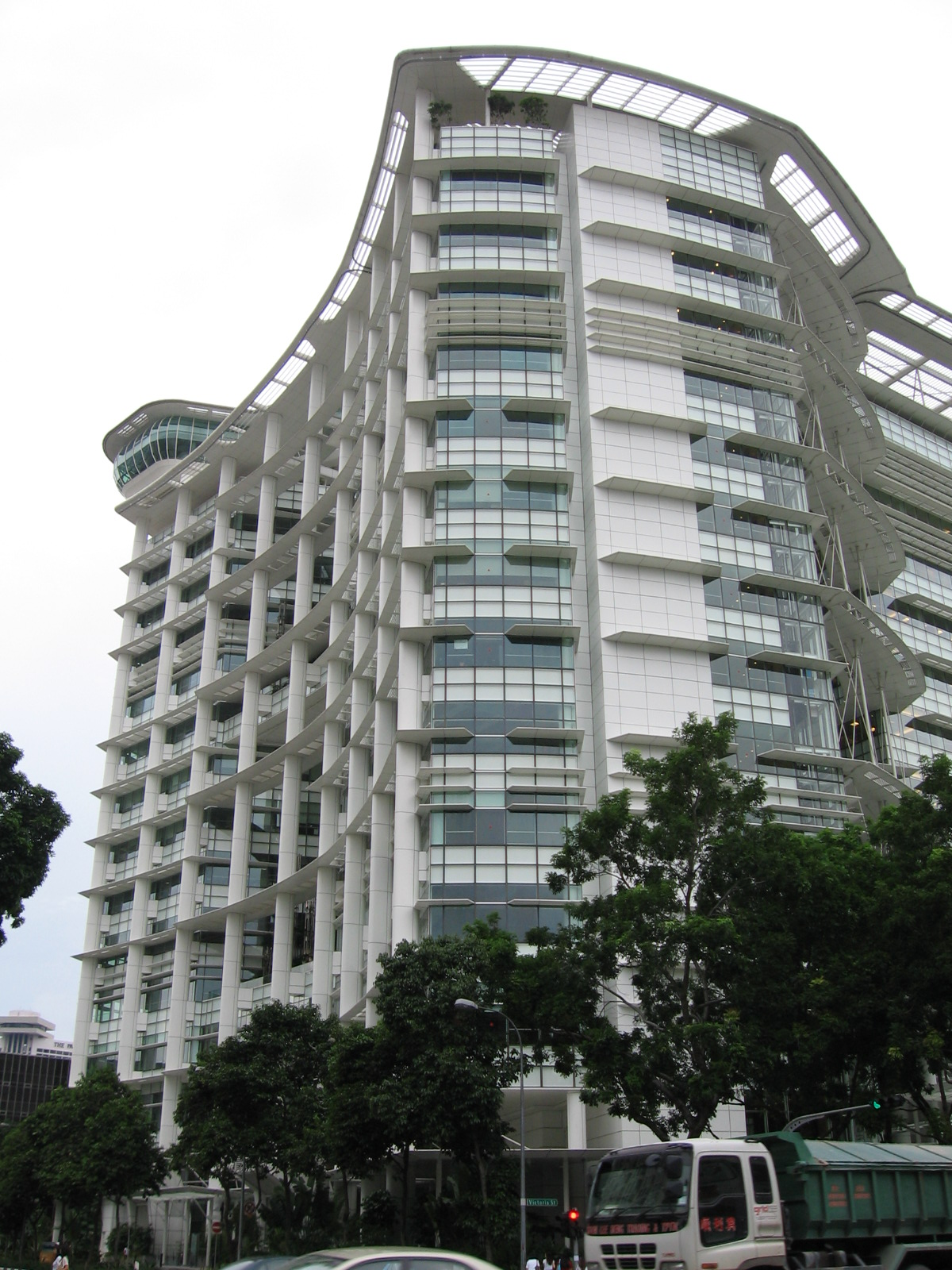
Nationale bibliotheek van Singapore, ontworpen door Yeang

Ken Yeang, ook wel Kenneth Yeang (Penang, 1948) is een Maleisisch architect die vooral bekend is geworden om zijn oplossingen in duurzaam ontwerp van wolkenkrabbers en andere hoge gebouwen.

## Levensloop
Yeang studeerde aan het Cheltenham College in Cheltenham in het graafschap Gloucestershire in Engeland. Hij ontving een doctoraat in Ecologisch Ontwerp aan de Universiteit van Cambridge.
In 2005 werd Yeang directeur van Llewelyn Davies Yeang, een multidisciplinair bureau van stedenbouw, architectuur en landschapsarchitectuur.
Met de aanhoudende bevolkingsgroei in het achterhoofd, heeft hij altijd willen weerleggen dat wolkenkrabbers een slechte bijdrage zouden zijn aan het milieu. Zo is zijn gebouw Menara Mesiniaga uit 1992 als het ware een virtuele catalogus van allerlei bioklimatologische technieken en heeft hij de combinatie kunnen vinden tussen gebruiksnut en energiebesparing. In 1999 werd hij voor zijn ontwerp van groene wolkenkrabbers bekroond met een Prins Claus Prijs.